# Oscar Alemán
Oscar Alemán, né le 20 février 1909 à Machagai et mort le 14 octobre 1980 à Buenos Aires (Argentine) est un guitariste de jazz et compositeur argentin.
C'était le quatrième des sept enfants de la pianiste argentine Malcela Pereira, indigène Toba (Argentine, peuple), et de Jorge Alemán Moreira (né en Uruguay) qui jouait de la guitare dans un quatuor d'Art Indigène, composé de ses propres enfants : Carlos, Jorgelina et John.

## Biographie
En 1915, à l'âge de six ans, il rejoint l'ensemble familial, le sexteto Moreira. C'est là qu'il fait ses débuts comme danseur et chanteur avec ses frères. Il s'agit d'un ensemble de musique folklorique et de danses indigènes. Cette année-là, ils se rendent à Buenos Aires et se produisent dans le Parc japonais, dans le Nouveau Théâtre et l'ancien Luna Park. Plus tard, ils partent au Brésil.
Après la mort de ses parents en 1919, il exerce divers métiers grâce auxquels il obtient un peu d'argent qu'il remet à un ami en garde à vue jusqu'à ce qu'enfin il soit en mesure d'acheter une guitare et poursuivre sa carrière comme professionnel dans les discothèques. Il forme le duo Los Lobos avec le guitariste Gaston Bueno Lobo, avec qui il est retourné à Buenos Aires en 1925 où ils sont embauchés par le comédien Pablo Palitos.
Là, il forme un trio avec le violoniste Elvino Vardaro, et il s'aventure dans l'univers du tango, comme auteur avec Agustín Magaldi, avec qui il enregistre un thème, et comme interprète aux côtés de Carlos Gardel et Enrique Santos Discépolo.
Il enregistre chez RCA Victor Records de la musique brésilienne, du fox trot, des valses et du tango en tant que soliste ou avec Los Lobos.
En 1929, Los Lobos et le danseur Harry Fleming réalisent une tournée en Europe, à la fin de laquelle Oscar Alemán décide de rester à Madrid. Plus tard, il se produira en tant que soliste au Casino de Paris.
En 1932, il est convoqué par la danseuse Joséphine Baker, avec qui il va travailler jusqu'en 1938. En tant qu'artiste soliste, il tourne en Europe, et rencontre Louis Armstrong et Duke Ellington, et joue avec le guitariste Django Reinhardt au Hot Club de France, salle consacrée au jazz, où il joue de la guitare et danse en même temps.

### Retour en Argentine
L'invasion allemande en 1940 l'oblige à retourner en Argentine. Il se fait remarquer avec son succès Rosa madreselva, et continue de prospérer avec son style swing, en jouant dans différents lieux .
De son union avec l'actrice Carmen Vallejo naît India Alemán ; Carmen avait déjà une fille de son précédent mariage : Selva qui décida de prendre le nom de famille de son beau-père.
Dans les années cinquante, il fonde une école pour jeunes guitaristes sans moyens financiers et ne rejoue plus jusqu'en 1971. Il rejoint alors un quintette de trois violons, basse et batterie, dans lequel il est guitariste soliste. Il enregistre son dernier album en 1979 et meurt l'année suivante.
En 2002, le Festival International de Guitare Jazz Oscar Alemán est créé en son honneur pour les jeunes artistes. En 2012, le livre Hommage à Oscar Alemán est publié. L'ouvrage contient plus de 240 pages, des photos et beaucoup de matériel inédit sur sa vie.

## Discographie
- 1927-1929 : Hawaianita (Buenos Aires).
- 1930-1933 : Ya lo sé (Madrid-Paris).
- 1933-1935 : Fox - musetten° 301 (Paris).
- 1936-1938 : St. Louis Stomp (Paris).
- 1939-1940 : Doing the gorgonzola (Paris).
- 1941-1942 : Susurrando (Buenos Aires).
- 1943-1944 : Negra de cabello duro (Buenos Aires).
- 1945-1949 : Haciendo una nueva picardía (Buenos Aires).
- 1951 : Río Swanee (Buenos Aires).
- 1952 : Scartunas (Buenos Aires).
- 1953 : Minuet (Buenos Aires).
- 1954 : Ardiente sol (Buenos Aires).
- 1955 : Estambul (Buenos Aires).
- 1956-1957 : Juca (Buenos Aires).
- 1965 : Guitarra de amor (Buenos Aires).
- 1966-1969 : Sueño de víbora (Buenos Aires).
- 1970-1972 : Moritat (Buenos Aires).
- 1973-1978 : Tengo ritmo (Buenos Aires).
- 1979-1980 : Vestido de bolero (Buenos Aires).
- 1960-1980 : Hombre mío (Buenos Aires).
- 1979 : Sí... otra vez (Buenos Aires).

### Arrangements musicaux
- El ángel desnudo (1946)

## Filmographie
Acteur
- Historia de una carta (1957)
- El ídolo del tango (1949)
- Buenos Aires canta (1947)